# Simon Burckhardt
Simon Burckhardt (Burckhart, Purchardt) (* 26. Oktober 1695 in Jettingen-Scheppach; † 12. September 1768 in Wien) war ein Wiener Orgelbauer.

## Leben
In Jettingen 1695 als Sohn des Schreiners/Richters Ioannes Burkhardt geboren, wobei seine Ausbildung zum Orgelbauer und sein Umzug nach Wien nicht dokumentiert sind. Als er 1742 den Wiener Bürgereid ablegte, war er bereits schutzverwandter Orgelbauer. Seine Werkstätte befand sich in Sankt Ulrich (Wien).
In den Steuerbüchern ist er 1740–1756 mit jährlich fl 10 eingetragen, was auf einen größeren Orgelbaubetrieb hindeutet. Ab 1757 zahlte er jährlich fl 6,00 an Steuern, was in einem altersbedingten Rückgang seiner Werkstätte begründet sein konnte. 1757 war er bereits über 60 Jahre alt. Von der 1763 in Győr erbauten Domorgel mit 20 Registern ist heute nur mehr das Gehäuse erhalten.
1768 starb S. Burkhardt an „lungen brand“. Nach seinem Tod wurde seine Werkstätte durch Franz Ignaz Richter († 1778) und durch Jan Vymola († 1800) weitergeführt.

## Orgelwerke
| Jahr | Ort               | Gebäude                      | Bild | Manuale | Register | Bemerkungen |
| ---- | ----------------- | ---------------------------- | ---- | ------- | -------- | --- |
| 1756 | Neunkirchen NÖ    | Stadtpfarrkirche Neunkirchen |      | II/P    | 20       | nicht erhalten, 1907 beim Kirchenbrand zerstört, danach Orgel von Carl Neusser 1909 bis 1983; derzeit Orgel von OÖ Orgelbauanstalt (21/II/P) |
| 1757 | Groissenbrunn     | Pfarrkirche Groißenbrunn     |      | I/P     | 8        | 2016 restauriert durch Philipp Pemmer |
| 1763 | Győr/Ungarn       | Dom zu Győr                  |      | II/P    | 20       | nicht erhalten, nur Gehäuse erhalten |
|      | Wien-Innere Stadt | Michaelerkirche (Wien)       |      | I       | 4        | Hochpositiv, Simon Burckhardt zugeschrieben                                                                                                  |